# Preludio (Final Fantasy)

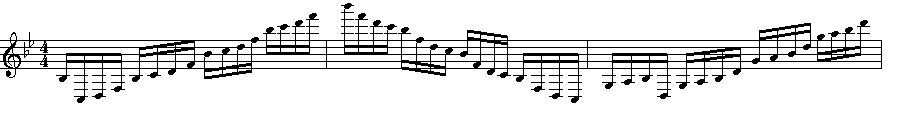
Los 3 primeros compases de la famosa escala del preludio.

El Preludio en Final Fantasy es una pieza musical que ha estado presente en todos los videojuegos de la saga, compuesto por el excompositor de Squaresoft Nobuo Uematsu e inspirado por Johann Sebastian Bach. Consiste en una escala musical ascendente y descendente que sirve de introducción para la mayoría de los juegos en los que aparece. La pieza se ha visto mejorada a lo largo del tiempo y tras más de 20 años de apariciones sigue conservando su identidad.

## Final Fantasy I
El primer preludio fue compuesto para este videojuego, y su compositor, Nobuo Uematsu tardó 10 minutos en escribirlo. Es un preludio muy simple y aparece cuando se muestra la introducción sobre un fondo azul. Es la clásica sucesión de notas. Este preludio aparece en All sounds of FFI&II, FF Origins, con el posterior refinamente en las versiones Final Fantasy I & II WonderSwarn Original Sound Track y Final Fantasy I & II Dawn of Souls. En el "All Sounds of FFI&II" nos encontramos con un remix de todas las canciones en el corte 1, llamado "Welcome To Final Fantasy World" y comienza con un Preludio retocado muy de años 80.

## Final Fantasy II
Un preludio similar al anterior, tanto en sonido como en aparición. También aparece en los discos mencionados arriba y además en una casete llamada "FFII Record Album".

## Final Fantasy III
En este videojuego también aparece sale al comienzo del juego. Esta versión es un poco más rápida que sus 2 predecesoras. Además de en Final Fantasy III Original Sound Version, aparece en el Eternal Legend of The Wind, en el primer corte del álbum. Posteriormente fue remasterizada en la versión de este Final Fantasy para la portátil de Nintendo, la Nintendo DS. También hay que mencionar una remezcla que se hizo de este preludio para el disco recopilatorio Famicom Music ~ Best Selection, que se mezcla con el tema de Batalla.

## Final Fantasy IV
El imponente preludio aparece mientras sale el Cristal y las letras de Final Fantasy IV. En la versión de PlayStation aparece en el menú de guardado. Este es el primer Preludio con la incorporación de la clásica melodía que acompaña a la escala de notas. Se nota el gran salto de 8 bits a 16 bits en el sonido. Podemos escuchar hasta 3 versiones: Final Fantasy IV Original Sound Version, Final Fantasy IV Celtic Moon y Piano Collection. Cabe destacar que la versión celta del Celtic Moon posiblemente sea una de las mejores versiones que ha tenido el preludio.

## Final Fantasy V
El preludio de la quinta entrega de la saga es similar al del FF4 en su estructura, aunque presenta unos sutiles cambios. Aparece solo en el álbum Final Fantasy V Original Sound Version y en el álbum recopilatorio de canciones de Final Fantasy V & VI llamado Final Fantasy Anthology. Aquí se comienza con una tradición que se repetirá con mucha frecuencia, dejando de aparecer en el comienzo del juego para aparecer al final, mientras aparecen los créditos. En el principio de Final Fantasy V aparece otra composición, en este caso el Ahead on our way donde se ve al protagonista montado a lomos del Chocobo Boco.

## Final Fantasy VI
Se sigue con la costumbre de dejar el preludio para el final, aunque en esta ocasión también se incluye esta melodía a lo largo del desarrollo del juego, como por ejemplo en la ciudad de Narshe. Similar a los preludios de la saga Super Nintendo. Aparece tan solo en el álbum Final Fantasy VI Original Sound Version. Se hacen ligeros retoques en las notas tomando ya una forma definitiva hasta hoy.

## Final Fantasy VII
El primer Final Fantasy para una consola de Sony vuelve a sus orígenes haciendo sonar el preludio en la entrada. Esta nueva versión tiene como novedad la entrada de la melodía a mitad de canción de la escala de notas, ahora mucho más suave. Aquí se forja otra tradición, la de incluir el preludio en el tema del "Game Over", y por tanto es probable que no haya sido escuchado por muchos al apagar la consola o volver a la pantalla de título antes de que suene. Tanto el preludio de la entrada como el del "Game Over" aparecen en el álbum que recoge la banda sonora llamado Final Fantasy VII Original Sound Version y tiene 7 discos.

## Final Fantasy VIII
Para sorpresa de los seguidores de Final Fantasy, ni al final siquiera aparece el preludio. En la entrada se cambió por el llamado Overture, pero pasa lo mismo que en Final Fantasy VII, aparece en el tema del Game Over, y no todo el mundo lo ha escuchado. En este solo suena la escala de notas clásica, similar a la de Final Fantasy I. Aparece únicamente en el álbum Final Fantasy VIII Original Sound Version. El tema derivado del preludio se llama "The Looser", se acompaña de una voz a cappella.

## Final Fantasy IX
Para arreglar la ausencia del preludio en su anterior entrega, en Final Fantasy IX aparecen 3 preludios. El clásico, una de las versiones más dulces que se pueden escuchar, presente posteriormente al Ending del juego; el del Game Over, el preludio más tétrico que se ha compuesto, y la novedad, la primera vez que el preludio suena durante una fase del juego, el Crystal World. Están recogidos en su banda sonora (Final Fantasy IX Original Sound Version y además en la recopilación llamada Final Fantasy IX Uematsu Best Selection.

## Final Fantasy X
Este videojuego arranca con el magnífico To Zanarkand en lugar de con el preludio, y tampoco aparece al final, pero tiene un preludio durante una fase del juego al igual que en Final Fantasy IX. Este suena en la escena en la que Tidus firma los balones de blitzbol. Un preludio un tanto especial y atípico, no obstante preludio al fin y al cabo. El álbum de la banda sonora bajo el nombre Final Fantasy X Original Sound Version contiene la mencionada versión.

## Final Fantasy XI
El preludio de la versión en línea de la saga, es muy similar al de Final Fantasy IX en tonalidad aunque con algunas variaciones en las notas, y no suena la melodía que se añadió en Final Fantasy IV. Se puede encontrar en la Final Fantasy XI Original Sound Version

## Final Fantasy XII
Poco antes de la salida de la compañía de su compositor oficial Nobuo Uematsu se compuso el preludio, un tanto atípico para la última entrega de PlayStation 2. El preludio de Uematsu dura 10 segundos y se mezcla con la obra de Hitoshi Sakimoto. Aparece en el álbum Final Fantasy XII Original Sound Version.

## Otros Álbumes

### Final Fantasy Vocal: Pray
Este álbum es una colección de temas vocales de los 6 primeros títulos de Final Fantasy. En él aparece una versión vocal cantado de tal forma que parecen sirenas susurrando el tema.

### Final Fantasy Vocal: Love Will Grow
Otro álbum vocal en el que el preludio aquí es la obra que cierra el álbum. Consiste en una versión Jazz muy animada.

### Final Fantasy Symphonic Suite
Square grabó un disco con la orquesta sinfónica de Tokio en la que tocaron canciones de los 2 primeros Final Fantasy. En la canción Scene V, a mitad de canción escuchamos el Preludio usado tanto en Final Fantasy I como en Final Fantasy II.

### Best of Final Fantasy 1994-1999 - A Musical Tribute
El preludio que aparece en este álbum corresponde a la versión orquestada de Final Fantasy VII que tocó la Hollywood Symphony Orchestra.

### Final Fantasy Mix
Una versión discotequera llamada "The Prelude Crystal Mix" de estética similar al resto de cortes remezclados del álbum.

### FF Concert 20-02-2002
En el primer disco del álbum tenemos una pista llamada Final Fantasy I - III Medley que comienza con el Preludio de los 3 primeros Final Fantasy.

### 20th Anniversary - A Tribute to Game Music
En este álbum recopilatorio de música de muchos Final Fantasy aparece el Preludio en una nueva remezcla creada especialmente para este disco.

### Project Majestic Mix: Gold Edition
Pese a no ser un álbum oficial de Squaresoft aparecen dos remezclas del preludio que no tienen nada que envidiar a las realizadas por los mezcladores de la compañía de Final Fantasy.

## Otros videojuegos

### Chocobo Racing
En este videojuego de PlayStation suena la canción Crystal Legend, que es un preludio de corte infantil.

### Ehrgeiz
El Ehrgeiz es un juego de lucha en el que aparecen muchas referencias a Final Fantasy VII como varios personajes de como Cloud, Tifa, Vincent, Sephiroth, Yuffie... y dos escenarios de batalla que son el ascensor de Junon y otra el reactor de Junon. En el escenario del reactor suenan dos preludios distintos dependiendo de la Banda sonora que hayas escogido en el menú de opciones (Arcade y Clásica). Ambos preludios son versiones del preludio de Final Fantasy VII y ambos están en la banda sonora llamada Ehrgeiz Original Sound Version.

### Super Mario RPG
Nobuo Uematsu compuso la banda sonora de este videojuego y metió el preludio, aunque le llamó, Conversación con Crystala. La canción es la pista 9 del CD 2 del Super Mario RPG Original Sound Version.

## Otras apariciones

### Final Fantasy: Unlimited
La serie anime inspirada la saga de videojuegos no tiene un preludio propiamente dicho, pero la introducción comienza como tal y se puede escuchar las primeras notas del preludio. En el álbum que recoge la banda sonora puede escucharse bajo el título Top Title.
- Datos: Q6084320